# Jequitibá-branco
O jequitibá-branco (nome científico: Carinianna estrellensis), é uma árvore da família Lecythidaceae. Possuindo nome proveniente do Tupi, estando na lista de espécies ameaçadas do estado de São Paulo, onde é símbolo estadual.
Descrita em 1820 por Raddi como Couratari estrellensis, a espécie foi renomeada na revisão de gêneros botânicos de Kuntze em 1898, assim sendo adquiriu-se o nome que é adotado atualmente. Essa espécie possui vários nomes por todo o Brasil, como: jequitibá, estopa, jequitibá-rei, jequitibá-vermelho, jequitibá-rosa, cachimbeiro, jequitibá amarelo, pau-de-cachimbo, pau-estopa, mussambê, coatinga, pilão-de-búgcareceio, mussambê, dentre outras.

## Características morfológicas
Dentre as várias características que compõe essas árvores destaca-se pelo tronco que é reto, cilíndrico, possuindo fuste que pode chegar até 25 metros de altura e raízes grossas, são semicaducifoliada na estação de inverno e pode atingir até 50 metros de atura, possuem tronco com até 120 centímetros de diâmetro. Essas árvores apresentam copa alta devido ao seu fuste alongado, distribuindo-se espaçadamente umas em relação as outras, além de manterem relações comensalistas com epifetas. O jequtibá apresenta crescimento bastante variado, podendo ser moderado ou muito rápido.
As flores são pequena e perfumadas, surgem de outubro a dezembro, sendo de cor creme e formam racemos axilares. O fruto é um pixídio elíptico, cuja abertura espontânea, de julho a setembro, libera as sementes anemocóricas. Sendo notório que um quilograma dessa planta possui cerca de 12 mil sementes, que germinam em ambiente semi-sombreado, com o broto emergindo no prazo de 12 a 25 dias. É importante para distinguir Cariniana estrellensis de outras espécies de jequitibás, pois esta tem a margem de abertura do pixídio asserrilhada, ou seja, com dentículos que a fazem irregular.

## Ocorrência
Estão presentes na região Sul da Bahia e se estende até o Rio Grande do Sul, na Mata Atlântica (floresta ombrófila densa), no sul da Floresta Amazônica, no estado do Acre e Rondônia, e nas matas de galeria do Brasil Central (Goiás e Minas Gerais), ou seja, se encontra em grande parte do território brasileiro. O jequitibá- branco é encontrado também em Florestas Estacionais Semideciduais, Matas de Galeria e na Floresta Amazônica.

## Utilidades
A madeira, leve, é usada na construção civil, sendo muito importante no meio comercial, aplicando-se também na produção de móveis, canoas, molduras, carvão e em demais utensílios domésticos de uso interno, devido ao fato de possuir uma madeira frágil. Por conta do seu grande valor econômico e utilidades ela vem sofrendo com a exploração ao longo dos últimos anos, fazendo com que esteja entre as espécies ameaçadas de extinção. No entanto o jequitibá-branco possui qualidade inferior ao jequitibá-rosa. Além de todas essas utilidades, também se encontra presente na agricultura, em sistemas agroflorestais, sendo que no Sul da Bahia, são empregada no sistema cabruca, na Mata Atlântica, servindo como sombreamento para a monocultura de cacau.

## Aspectos ecológicos
Essas árvores são semidecídua, heliófita ou de luz difusa e seletiva higrófita, além do mais essas plantas são longevas e compõe uma floresta clímax, pois necessitam de luz intensa, sendo assim seu crescimento se justifica pela necessidade de contato constante com a luminosidade, possuindo também, uma grande produção de sementes anualmente.